# Rhododendron konori
Rhododendron konori är en ljungväxtart som beskrevs av Odoardo Beccari. Rhododendron konori ingår i släktet rododendron, och familjen ljungväxter. Utöver nominatformen finns också underarten R. k. phaeopeplum.

## Bildgalleri

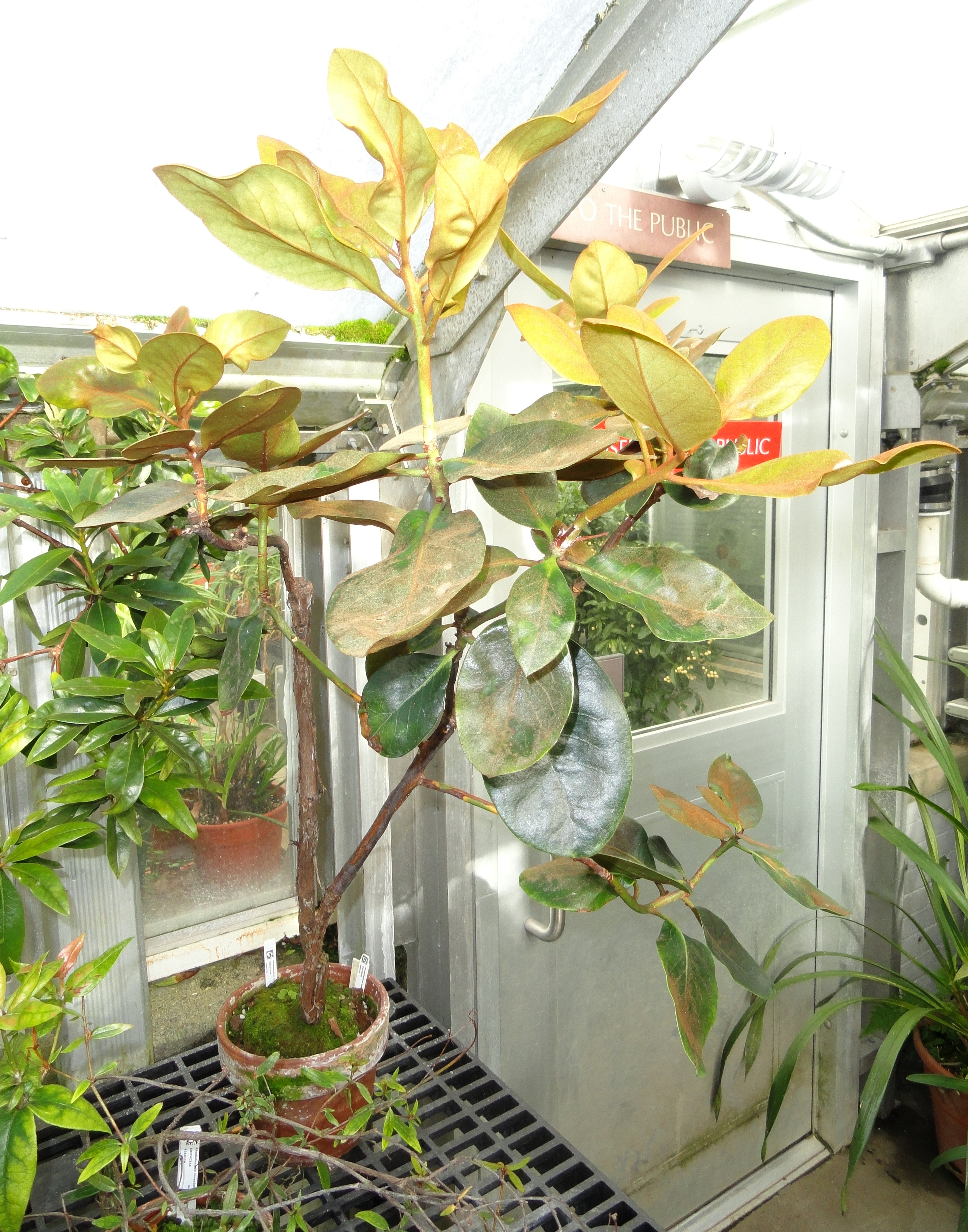